# Katantodesmus auriculatus
Katantodesmus auriculatus är en mångfotingart som beskrevs av Carl Graf Attems 1899. Katantodesmus auriculatus ingår i släktet Katantodesmus och familjen kuldubbelfotingar. Inga underarter finns listade i Catalogue of Life.